# Fraktionierte Kristallisation (Petrologie)
Bei der fraktionierten Kristallisation handelt es sich um einen Begriff aus der Petrologie im Zusammenhang mit der Gesteinsbildung; er beschreibt die sukzessive Abtrennung von auskristallisierten Mineralen aus Magma.

## Grundlegendes: Magmatische Differentiation und fraktionierte Kristallisation
Magmatische Differentiation ist eine Sammelbezeichnung für Prozesse, bei denen sich aus einem einheitlichen Magma verschiedene Gesteine bilden. In Gebieten mit magmatischen Ereignissen findet man oft Gesteinsfolgen, die von basischen bis zu sauren Gliedern reichen, beispielsweise etwa von Basalten über Andesite bis zu Rhyolithen. Diese Gesteinsfolge bildet eine Gesteinsassoziation, die das Ergebnis der chemischen Differentiation eines Muttermagmas darstellt, d. h. aus dem ursprünglichen Magma wurden nach und nach Teilmagmen mit unterschiedlichem Chemismus abgetrennt und gefördert. Magmatische Differentiation ist also die Abtrennung von Teilmagmen verschiedener Zusammensetzung aus einem Stamm-Magma.
Es gibt verschiedene Arten der magmatischen Differentiation. Die bei weitem wichtigste ist die fraktionierte Kristallisation.

## Fraktionierte Kristallisation

### Definition der fraktionierten Kristallisation
Die fraktionierte Kristallisation ist eine sukzessive Abtrennung von auskristallisierten Mineralen aus einem Magma.

### Voraussetzung der Magmenbildung, endogene Vorgänge
Fraktionierte Kristallisation ist ein Prozess, welcher nach der Entstehung von Gesteinsschmelzen eintritt. Je höher die Basizität der Schmelze ist, desto früher kristallisieren dabei ultramafische oder mafische Minerale wie Olivin oder Pyroxen aus der Schmelze aus. Sie sinken im Magma aufgrund ihrer höheren Dichte nach unten ab und bleiben als abgesonderte Phase erhalten. Da das Kristallisat eine andere chemische Zusammensetzung besitzt als die Anfangsschmelze, verändert sich durch die Kristallisation dieser Minerale die Zusammensetzung des übriggebliebenen flüssigen Restmagmas (die sogenannte fluide Phase). Die zuerst kristallisierenden mafische Minerale enthalten wenig Silizium, sodass der Siliziumgehalt in der Schmelze im Laufe der magmatischen Differentiation steigt – sie wird „saurer“.

### Aspekte des Prozesses der fraktionierten Kristallisation
Es gibt mehrere Aspekte, die beim Prozess der fraktionierten Kristallisation eine Rolle spielen:
1. Bei der „gravitativen Differentiation“, die eine fraktionierte Kristallisation unter Gravitationseinfluss darstellt, sinken die bereits gebildeten ultramafischen oder mafischen Kristalle auf Grund ihrer größeren Dichte auf den Boden der Magmenkammer; sie werden der Schmelze also aufgrund der Schwerkraft entzogen – man spricht vom „Abseigern“[2] von früh ausgeschiedenen Kristallen höherer Dichte –, sodass die Schmelze an bestimmten Ionen verarmt, gewichtsspezifisch leichtere Anteile verbleiben überproportional in der Restschmelze.[2] Die Kristalle aus den frühen Abkühlungsstadien reichern sich am Boden der Magmenkammer als Kumulate an.
2. Findet während des Kristallisationsprozesses eine tektonische Deformation statt, kann die flüssige Schmelze aus dem bereits entstandenen Kristallbrei herausgepresst werden. Aus dem sich abkühlenden Magma bilden sich sukzessive Kristalle, die anschließend von diesem getrennt werden.
3. Beim „Flow-Crystallisation“-Prozess werden der Schmelze während ihres Aufstiegs Kristalle entzogen, die zuvor an den kühleren Wänden des Aufstiegskanals auskristallisiert sind.

Prozess der fraktionierten Kristallisation mit fortschreitender Abkühlung

### Kompatibilität: der Verbleib von Elementen in der fluiden bzw. festen Phase
Ein Maß für den Einbau in Kristalle oder den Verbleib von Elementen in der fluiden Phase ist die Inkompatibilität/Kompatibilität. Kompatible Elemente können leicht in die wichtigen magmatischen Minerale eingebaut werden; bei inkompatiblen Elementen ist das dagegen nicht der Fall, sie verbleiben überproportional in der Schmelze. Um Aussagen über die Kristallisationsbedingungen von Magmen zu treffen, werden häufig deren Spurenelement-Konzentrationen untersucht.
Eine entscheidende Rolle spielt dabei der sogenannte Verteilungskoeffizient, der das Verhältnis der Konzentration eines Elements im Mineral (oder dessen Paragenese) zur Konzentration desselben Elements in der Schmelze angibt, wenn diese beiden miteinander in einem chemischen Gleichgewicht stehen. Ist ein Element im auskristallisierten Mineral mit einer höheren Konzentration vorhanden als in der Restschmelze, dann ist der Quotient größer 1 und das Element verhält sich in diesem Falle kompatibel. Ist das Element in dem auskristallisierten Mineral in einer geringeren Konzentration vorhanden als in der Schmelze, dann ist der Quotient kleiner 1 und man spricht von einem inkompatiblen Element.
Ob ein Element sich kompatibel oder inkompatibel verhält, hängt von mehreren Faktoren ab. Die wichtigsten sind die chemische Zusammensetzung der Schmelze, Druck, Temperatur und Chemismus des Kristallisats. Der Grund hierfür ist, dass unterschiedliche Ionen in verschiedenem Maße in das Kristallgitter der Minerale passen. Dabei müssen sowohl der Ionenradius als auch die Ionenladung mit den Verhältnissen der Gitterplätze möglichst gut übereinstimmen. Ein Kristall, der beispielsweise Ca enthält, kann anstatt diesem recht einfach auch Sr einbauen, da diese beiden Ionen die gleiche Ionenladung haben und außerdem einen ähnlichen Radius besitzen.
Rubidium und Zirkon sind Beispiele für höchst inkompatible Spurenelemente in vielen Magmen.
Zu beachten ist, dass sich alle relevanten Bedingungen während der geologischen Prozesse ständig ändern. Eine Kristallisation aus der Schmelze verändert die chemische Zusammensetzung der Schmelze sowie die des Kristallisats; auch Druck und besonders Temperatur müssen generell als veränderlich angesehen werden. Damit ändern sich die Verteilungskoeffizienten ständig, da sie Funktionen dieser Werte sind.
Der Grad der Auskristallisation des Magmas wird mit dem Verhältnis der Masse der Anfangsschmelze zur Masse der Schmelze nach dem (Kristallisations-)Prozess ('Tochter-' zu 'Elternmagma') angegeben. Nach der Rayleigh'schen Fraktionierungsgleichung nimmt die Konzentration eines kompatiblen Spurenelementes in der Schmelze bei großem Verteilungskoeffizienten am schnellsten ab; dagegen nimmt die Konzentration inkompatibler Elemente in der Schmelze mit fortschreitender Differentiation zu.
Unterschiedliche Konzentrationen von inkompatiblen Elementen, beispielsweise in MORB (Mittelozeanischer-Rücken-Basalt) und OIB (Ozean-Insel-Basalt), lassen unter Berücksichtigung der Größe der Schmelzfraktionen Schlüsse auf eine ähnliche oder unterschiedliche Genese der Basaltmagmen zu.